# Henne Sogn
Henne Sogn er et sogn i Varde Provsti (Ribe Stift).
I 1800-tallet var Lønne Sogn anneks til Henne Sogn. Begge sogne hørte til Vester Horne Herred i Ribe Amt. Henne-Lønne sognekommune blev ved kommunalreformen i 1970 indlemmet i Blaabjerg Kommune, som ved strukturreformen i 2007 indgik i Varde Kommune.
I Henne Sogn ligger Henne Kirke.
I sognet findes følgende autoriserede stednavne:
- Blåbjerg (areal)
- Blåbjerg Plantage (areal)
- Brombjerg (areal)
- Bykrog Bjerg (areal)
- Dyreby (bebyggelse, ejerlav)
- Dyreby Plantage (areal)
- Filsø Plantage (areal)
- Filsø Ø (bebyggelse, ejerlav)
- Gammeltoft (bebyggelse)
- Gejlbjerg (areal)
- Grønmarsk Bjerg (areal)
- Henne (bebyggelse, ejerlav)
- Henne Stationsby (bebyggelse)
- Henne Strand (bebyggelse)
- Henne Å (vandareal)
- Hennebjerg (bebyggelse, ejerlav)
- Hennemølle (bebyggelse)
- Hennemøllegård (bebyggelse)
- Hjulsager (bebyggelse)
- Houstrup (bebyggelse, ejerlav)
- Kirkeby (bebyggelse, ejerlav)
- Klinting (bebyggelse, ejerlav)
- Kløvbakke (areal)
- Kløvgård (bebyggelse, ejerlav)
- Lillesø (areal)
- Løvebjerg (areal)
- Neder Fidde (bebyggelse, ejerlav)
- Over Fidde (bebyggelse, ejerlav)
- Porsmose Bjerge (areal)
- Rolfsø (areal, ejerlav)
- Stausø (bebyggelse, ejerlav)
- Søndersø (bebyggelse)
- Tebelgård (bebyggelse)
- Tinghøje (areal)
- Tranemose (areal)
- Vesterkær (areal)